# Liste von Söhnen und Töchtern der Stadt Cluj-Napoca
Dies ist eine Liste bekannter Persönlichkeiten, die in der rumänischen Stadt Cluj-Napoca (bis 1974 Cluj, deutsch Klausenburg, ungarisch Kolozsvár, lateinisch Claudiopolis / Claudianopolis) in Siebenbürgen geboren wurden. Die Liste erhebt keinen Anspruch auf Vollständigkeit.

## Bis 1800

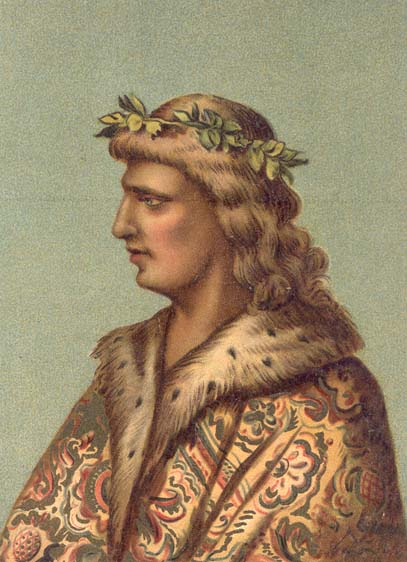
Matthias Corvinus
(1443–1490)

- Georg und Martin von Klausenburg, Bildhauer in der 2. Hälfte des 14. Jahrhunderts
- Matthias Corvinus (1443–1490), König von Ungarn und Herzog von Österreich
- Franz Davidis (1510–1579), unitarischer Theologe
- István Basilius (1525–1581), Vertreter des siebenbürgischen Unitarismus
- Thomas Jordan (1540–1586), Mediziner
- Stephan Bocskai (1557–1606), Fürst von Siebenbürgen
- İbrahim Müteferrika (1670–1745), osmanischer Universalgelehrter ungarischer Herkunft
- Grigore Pintea (1670–1703), Hajdukenführer
- Sámuel Gyarmathi (1751–1830), ungarischer Arzt und Sprachwissenschaftler

## 19. Jahrhundert

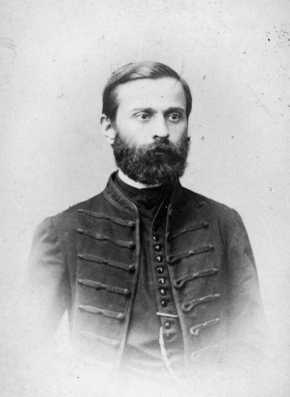
Pál Gyulai
(1826–1909)

Agnes Esterházy
(1891–1956)

- János Bolyai (1802–1860), Mathematiker
- Balthasar Szabel (1814–1869), österreichischer Kaufmann und Politiker
- Pál Gyulai (1826–1909), ungarischer Dichter und Kritiker
- Bertalan Székely (1835–1910), Kunstmaler
- Anna Kull (1841–1923). Schweizer Cellistin
- Dezső Bánffy (1843–1911), ungarischer Ministerpräsident
- Sándor Hegedüs (1847–1906), ungarischer Politiker und Minister
- András Bethlen (1847–1898), ungarischer Politiker und Minister
- Gustav von Branovaczky (1850–1935), Arzt und Medizinforscher, Augenheilkundler, Direktor des Städtischen Spitals und Stadtphysikus in Kronstadt
- Hugo II. Logothetti (1852–1918), österreichisch-ungarischer Diplomat
- Eleonora Stetschynska (1852–1924), ukrainische Schauspielerin
- Samuel Kende (1858–1928), Kunsthändler, Antiquar und Auktionator
- Janka Gräfin Mikes de Zabola (1866–1930), Hofdame der Kaiserin Elisabeth von Österreich
- Gábor Finály (auch Gabriel Finály; 1871–1951), Klassischer Philologe und Archäologe
- Miklós Bánffy (1873–1950), ungarischer Großgrundbesitzer, Politiker und Autor historischer Romane
- Félix Somló (1873–1920), Jurist und Professor
- Albert Bartha (1877–1960), ungarischer Generaloberst, Politiker und Verteidigungsminister
- Dezső Szabó (1879–1945), ungarischer Schriftsteller
- István Somodi (1885–1963), Hoch- und Weitspringer
- Emil Isac (1886–1954), Dichter, Dramatiker und Journalist,[1] und 1948 korrespondierendes Mitglied der Rumänischen Akademie[2]
- József Fabinyi (1887–1949), ungarischer Schwimmer
- Tibor Gyulay (1887–1960), ungarischer Jurist, Politiker und Industrieminister
- Stefan von Bogdándy (1890–1933), ungarischer Arzt und Physikochemiker
- Sándor Reményik (1890–1941), ungarischer Dichter
- Agnes Esterházy (1891–1956), österreichische Schauspielerin
- Martin Munkácsi (1896–1963), Reportage- und Modefotograf
- Paul Martin (1899–1967), ungarischer Regisseur[3]
- Heinrich Schönfeld (1900–1976), österreichischer Fußballspieler

## 20. Jahrhundert

### 1901–1930

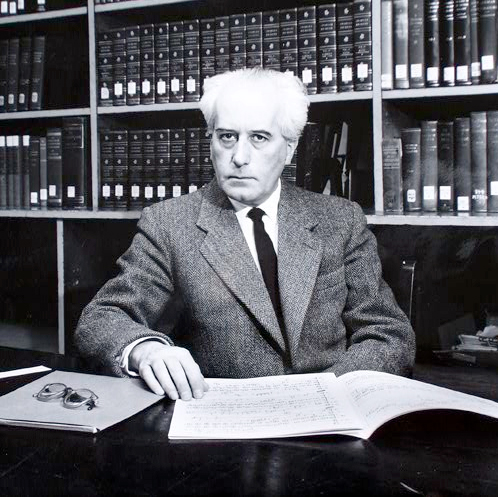
Sándor Veress
(1907–1992)

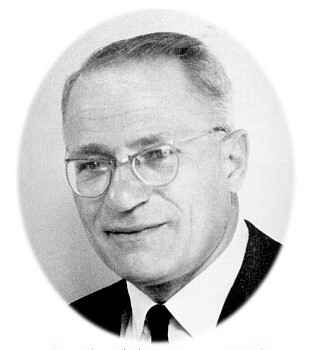
Béla Szőkefalvi-Nagy
(1913–1998)

- Abraham Wald (1902–1950), Mathematiker
- Hildegard Lewy (1903–1969), deutsch-amerikanische Assyriologin, Physikerin und Hochschullehrerin
- Stella Roman (1904–1992), Opernsängerin
- Rudolf Kasztner (1906–1957), Journalist und Jurist
- János Viski (1906–1961), Komponist
- Herman Wald (1906–1970), ungarisch-südafrikanischer Bildhauer
- Alexander Uriah Boskovitch (1907–1964), Komponist und Musikpädagoge
- Emil Kolozsvári Grandpierre (1907–1992), Schriftsteller
- Sándor Veress (1907–1992), Komponist
- Yolanda Mohalyi (1909–1978), Malerin
- Elisabeth Hering (1909–1999), Schriftstellerin
- Sándor Végh (1912–1997), Violinvirtuose und Violinpädagoge
- Béla Szőkefalvi-Nagy (1913–1998), Mathematiker
- Magda Frank (1914–2010), Bildhauerin
- Farkas Paneth (1917–2009), Tischtennisspieler
- Adalbert Pall (1918–2001), Fußballspieler
- Joshua Blau (1919–2020), Arabist und Semitist
- Hans Loew (1919–2016), Kunstlehrer und Grafiker
- Joseph Szövérffy (1920–2001), Mittellateiner, Germanist und Komparatist
- Egon Balas (1922–2019), Wirtschaftswissenschaftler und Mathematiker
- Eugen Csákány (1923–2006), Fußballspieler
- László Jeney (1923–2006), Wasserballspieler
- Elena Moldovan Popoviciu (1924–2009), Mathematikerin und Hochschullehrerin
- Magda Herzberger (1926–2021), Autorin, Dichterin, Dozentin und Komponistin sowie Holocaust-Überlebende
- János Kőrössy (1926–2013), Jazzpianist

### 1931–1960

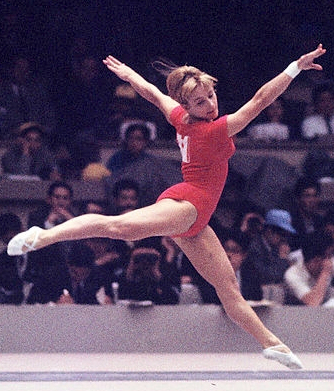
Sonia Iovan
(* 1935)

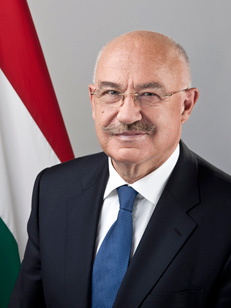
János Martonyi
(* 1944)

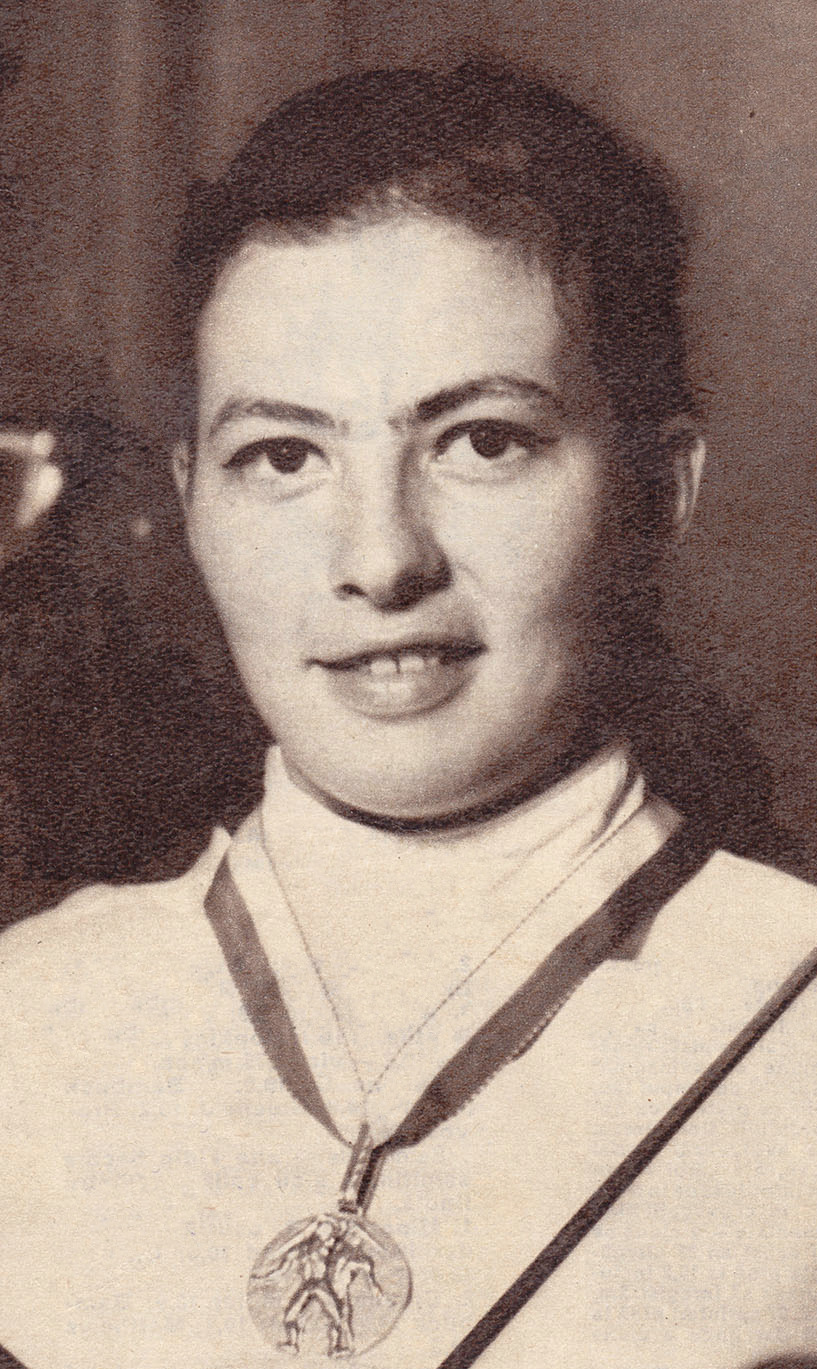
Ileana Gyulai
(* 1946)

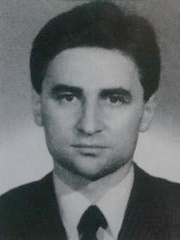
Dragomir Cioroslan
(* 1954)

- Hadrian Daicoviciu (1932–1984), Historiker, Archäologe und Epigraphiker
- Adam Heller (* 1933), israelisch-US-amerikanischer Chemieingenieur und Unternehmer
- Ladislaus Löb (1933–2021), Schweizer Germanist, Professor an der University of Sussex in Brighton und Überlebender des KZ Bergen-Belsen
- Radu-Anton Maier (* 1934), deutscher Maler, Grafiker, Zeichner und Buchillustrator
- Cornel Țăranu (1934–2023), Komponist
- József Finta (1935–2024), ungarischer Architekt
- Sonia Iovan (1935–2024), Kunstturnerin
- Elena Săcălici (1935–1959), Kunstturnerin
- Ádám Bodor (* 1936), Schriftsteller
- Florin Piersic (* 1936), Schauspieler
- Ionel Haiduc (* 1937), Professor der Chemie an der Babeș-Bolyai-Universität Cluj
- Michael Halász (* 1938), deutsch-ungarischer Fagottist, Dirigent und Generalmusikdirektor
- Olga Szabó-Orbán (1938–2022), Fechterin
- Ludovic Spiess (1938–2006), Opernsänger und Politiker
- István Szilágyi (1938–2024), Schriftsteller
- Schmu’el Halpert (* 1939), israelischer Rabbiner und Politiker
- Eugen Cicero (1940–1997), Jazz-Pianist
- Ileana Silai (1941–2025), Mittelstreckenläuferin
- János Martonyi (* 1944), ungarischer Jurist und Politiker
- Vasile Sărucan (* 1945), Weitspringer
- Ileana Gyulai (1946–2021), Florettfechterin
- Emil Grünzweig (1947–1983), israelischer Lehrer und Friedensaktivist
- Dan Cacuci (* 1948), amerikanischer Ingenieur
- Gáspár Miklós Tamás (1948–2023), ungarischer Philosoph und Politiker
- Margareta Juncu (* 1950), Schachspielerin
- Radu Ardevan (* 1951), Altertumswissenschaftler
- László Tőkés (* 1952), Pfarrer und Anführer des Widerstands gegen das Ceaușescu-Regime
- Ștefan Tașnadi (1953–2018), Gewichtheber[4]
- Dragomir Cioroslan (* 1954), Gewichtheber
- Ioan Pop (* 1954), Fechter und Sportfunktionär
- Éva Ráduly-Zörgő (* 1954), Speerwerferin
- Andrei Erdely (* 1955), Eisschnellläufer
- Valentin Lustig (* 1955), Maler
- Mircea Tiberian (* 1955), Jazzpianist
- Péter Eckstein-Kovács (* 1956), Rechtsanwalt und Politiker
- Sorin Macavei (* 1956), Volleyballspieler[5]
- Csaba Böjte (* 1959), Gründer der caritativen „Stiftung Heiligen Franziskus“
- Dezideriu Jenei (* 1960), Eisschnellläufer

### 1961–1980
- Anca Damian (* 1962), Filmemacherin[6]

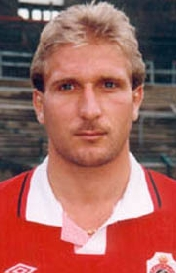
Zsolt Muzsnay
(* 1965)

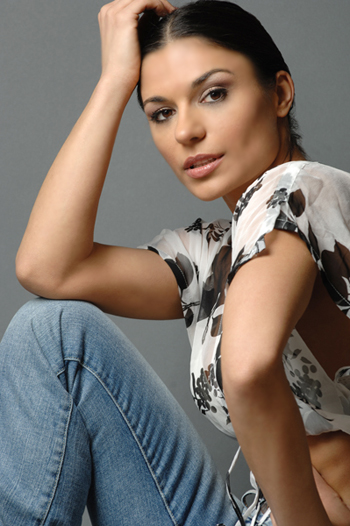
Vanda Hădărean
(* 1976)

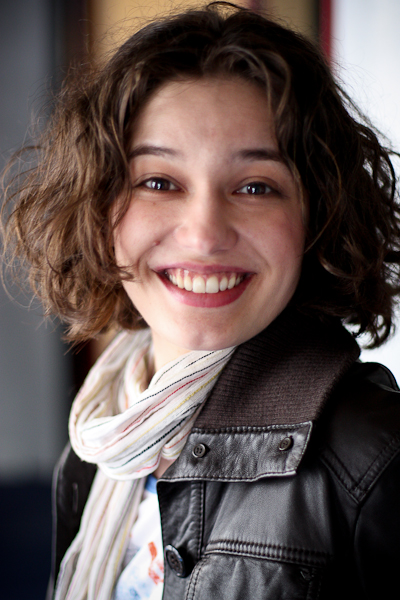
Ana Caterina Morariu
(* 1980)

- Dana Fabini (* 1963), Konzeptkünstlerin
- Daniela Rus (* 1963), US-amerikanische Informatikerin
- András F. Balogh (* 1964), ungarisch-rumänischer Germanist und Hungarologe
- Zsolt Muzsnay (* 1965), Fußballspieler und -trainer
- Albert Márkos (* 1967), rumänisch-ungarischer Cellist, Improvisationsmusiker und Komponist
- Christian Saceanu (* 1968), deutscher Tennisspieler
- Lucian Ban (* 1969), Jazzpianist und Komponist
- Kinga Gál (* 1970), Politikerin
- Aurel Sîrbu (* 1971), Gewichtheber[7]
- Andrea Tompa (* 1971), rumänisch-ungarische Schriftstellerin und Theaterwissenschaftlerin
- Daniel Tsiokas (* 1971), griechischer Tischtennisspieler
- Cristian Dulca (* 1972), Fußballspieler
- Peter Hantz (* 1974), Biophysiker und Erfinder
- Victor Man (* 1974), Maler
- Agnes Simon (* 1974), Biathletin und Skilangläuferin
- Sebastian Rădulețu (* 1975), Jurist
- Vanda Hădărean (* 1976), Kunstturnerin
- Alin Minteuan (* 1976), Fußballspieler und -trainer
- Rareș-Lucian Niculescu (* 1976), Politiker
- Anca Barna (* 1977), deutsche Tennisspielerin
- Carmen Amariei (* 1978), Handballspielerin[8]
- Adriana Barna (* 1978), deutsche Tennisspielerin
- Ben Toma (* 1979), US-amerikanischer Politiker
- Emil Jula (1980–2020), Fußballspieler
- Ana Caterina Morariu (* 1980), Schauspielerin
- Daniela Oltean (* 1980), Eisschnellläuferin[9]

### 1981–2000

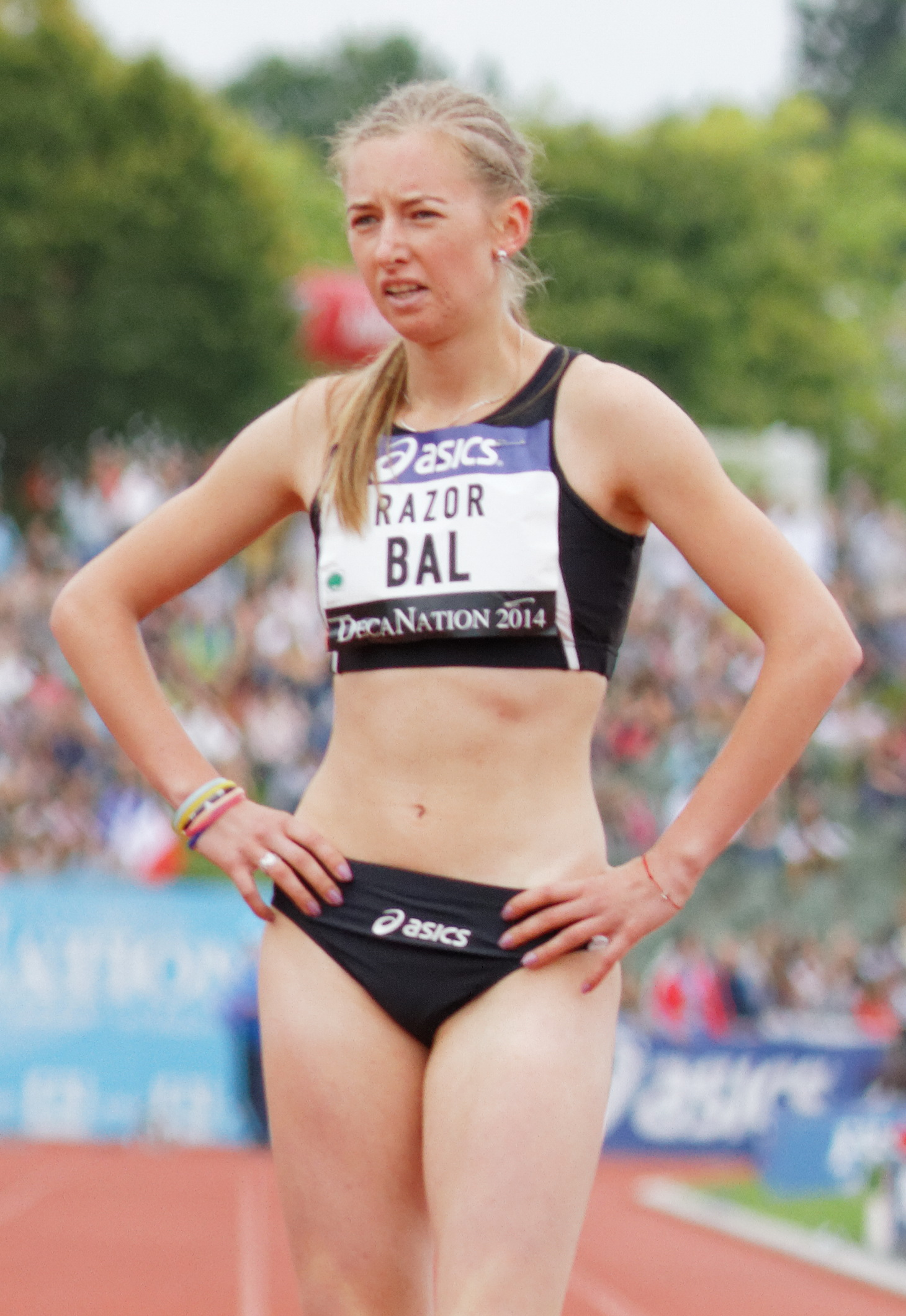
Bianca Răzor
(* 1994)

- Christian Duma (* 1982), deutscher Leichtathlet
- Gabriel Giurgiu (* 1982), Fußballspieler
- Alexandru Păcurar (* 1982), Fußballspieler
- Oana Bondar (* 1983), Handballspielerin[10]
- Rareș Chintoan (* 1983), Ringer[11]
- Raul Ciupe (* 1983), Fußballspieler
- Răzvan Cociș (* 1983), Fußballspieler
- Octavian Abrudan (* 1984), Fußballspieler
- George Florescu (* 1984), Fußballspieler
- Dan Roman (* 1985), Fußballspieler
- Laurențiu Rus (* 1985), Fußballspieler
- Oana Ban (* 1986), Kunstturnerin
- Bogdan Mitrea (* 1987), Fußballspieler
- Alexandru Jecan (* 1988), Tennisspieler
- Elena Mîndru (* 1988), Jazzmusikerin
- Gabriel Sîncrăian (* 1988), Gewichtheber
- Georgiana Birtoiu (* 1989), Fußballspielerin
- Horațiu Feșnic (* 1989), Fußballschiedsrichter
- Răzvan Martin (* 1991), Gewichtheber
- Sergiu Buș (* 1992), Fußballspieler
- Anamaria Nesteriuc (* 1993), Hürdenläuferin
- Ana Maria Covrig (* 1994), Radrennfahrerin
- Bianca Răzor (* 1994), Leichtathletin
- Cristina Laslo (* 1996), Handballspielerin
- Horaţiu Moldovan (* 1998), Fußballtorhüter
- Andrea Miklós (* 1999), Sprinterin

## 21. Jahrhundert
- Ana Dascăl (* 2002), Schwimmerin[12]
- Otto Hindrich (* 2002), Fußballtorwart